# Pascoea brunneoalba
Pascoea brunneoalba är en skalbaggsart som beskrevs av J. Linsley Gressitt 1984. Pascoea brunneoalba ingår i släktet Pascoea och familjen långhorningar. Inga underarter finns listade i Catalogue of Life.